# Jo Marie Payton
Jo Marie Payton-Noble (* 3. August 1950 in Albany, Georgia) ist eine US-amerikanische Schauspielerin. Bekannt wurde sie vor allem durch die Figur Harriette Winslow, die sie in den Serien Ein Grieche erobert Chicago und Alle unter einem Dach spielte.

## Filmografie
- 1986: Crossroads – Pakt mit dem Teufel
- 1987: Das Chaoten-Team
- 1987–1989: Ein Grieche erobert Chicago (Perfect Strangers)
- 1988: Colors – Farben der Gewalt
- 1989: Die Wilde von Beverly Hills
- 1989–1997: Alle unter einem Dach (Family Matters)
- 1996: Moesha (Gastauftritte)
- 1999–2000: Will & Grace (Fernsehserie, Gastauftritte)
- 2000: Eine himmlische Familie (Fernsehserie, Gastauftritt)
- 2001–2005: The Proud Family
- 2002: Allein unter Nachbarn (Fernsehserie, Gastauftritt)
- 2003: Für alle Fälle Amy (Fernsehserie, Gastauftritt)
- 2006: Desperate Housewives (Fernsehserie, Gastauftritt)
- 2012: The Glades (Fernsehserie, Gastauftritt)
- 2022: A Family Matters Christmas[1]